# Campionato brasiliano di rugby a 15 2018
Il Campionato Brasiliano di Rugby 2018 ((PT)  Campeonato Brasileiro de Rugby de 2018) o Super16 è stata una competizione promossa dalla CBRu (Confederação Brasileira de Rugby), che da quest'anno ha visto al via 16 squadre.

La vittoria è andata per la prima volta al Poli Rugby che ha sconfitto in finale i padroni di casa del Farrapos per 30-25.

## Formula del torneo
Le 16 squadre sono state divise in quattro gironi di quattro squadre secondo un criterio regionale, per evitare costi di trasferimento eccessivi. 
Il criterio della qualificazione alla fase finale è un po' complesso, secondo la somma dei valori delle squadre di un girone, definite da una tabella, furono ammesse ai quarti di finale la prima e la seconda dei gironi A, B e D e solo la prima del gruppo C. La seconda del gruppo C e la terza del gruppo D disputarono uno spareggio per decidere l'ottava squadra.

I quarti di finale si sono disputati ad eliminazione diretta con partite di andata e ritorno. le semifinali e la finale in gara unica con il diritto a giocare in casa al miglior prestazione durante il campionato.

## Squadre partecipanti

### Gruppo A
| Squadra   | Città               | Stato          |
| --------- | ------------------- | -------------- |
| Jacareí   | Jacareí             | São Paulo      |
| São José  | São José dos Campos | San Paolo      |
| BH Rugby  | Belo Horizonte      | Minas Gerais   |
| Guanabara | Rio de Janeiro      | Rio de Janeiro |

### Gruppo B
| Squadra       | Città     | Stato          |
| ------------- | --------- | -------------- |
| Pasteur       | San Paolo | San Paolo      |
| Band Saracens | San Paolo | San Paolo      |
| Niterói       | Niterói   | Rio de Janeiro |
| Poli Rugby    | San Paolo | San Paolo      |

La squadra del Rio Branco Rugby Clube ha rinunciato a partecipare e sostituita dal Niterói Rugby.

### Gruppo C
| Squadra     | Città                 | Stato     |
| ----------- | --------------------- | --------- |
| Curitiba    | Curitiba              | Paraná    |
| Pé Vermelho | Londrina              | Paraná    |
| Templários  | São Bernardo do Campo | San Paolo |
| SPAC        | San Paolo             | San Paolo |

### Gruppo D
| Squadra   | Città           | Stato             |
| --------- | --------------- | ----------------- |
| Desterro  | Florianópolis   | Santa Catarina    |
| Farrapos  | Bento Gonçalves | Rio Grande do Sul |
| Charrua   | Porto Alegre    | Rio Grande do Sul |
| San Diego | Porto Alegre    | Rio Grande do Sul |

## Primo turno

### Gruppo A
|           | 1ª giornata         |        |
| --------- | ------------------- | ------ |
| 21/7/2018 | Jacareí - Guanabara | 98 - 0 |
| 21/7/2018 | São José - BH Rugby | 85 - 6 |

|           | 4ª giornata          |         |
| --------- | -------------------- | ------- |
| 18/8/2018 | Guanabara - BH Rugby | 29 - 16 |
| 18/8/2018 | São José - Jacareí   | 18 - 17 |

|           | 2ª giornata          |         |
| --------- | -------------------- | ------- |
| 28/7/2018 | BH Rugby - Jacareí   | 13 - 80 |
| 28/7/2018 | Guanabara - São José | 0 - 34  |

|           | 5ª giornata          |         |
| --------- | -------------------- | ------- |
| 25/8/2018 | São José - Guanabara | 70 - 6  |
| 25/8/2018 | Jacareí - BH Rugby   | 106 - 0 |

|          | 3ª giornata         |         |
| -------- | ------------------- | ------- |
| 4/8/2018 | BH Rugby -Guanabara | 0 - 13  |
| 4/8/2018 | Jacareí - São José  | 30 - 19 |

|          | 6ª giornata         |          |
| -------- | ------------------- | -------- |
| 1/9/2018 | Guanabara -Jacareí  | 12 - 125 |
| 1/9/2018 | BH Rugby - São José | 0 - 66   |

Classifica
|  |    | Squadra   | G | V | N | P | PF  | PS  | P±   | B | Pt |
|  | -- | --------- | - | - | - | - | --- | --- | ---- | - | -- |
|  | 1. | Jacareí   | 6 | 5 | 0 | 1 | 456 | 60  | 396  | 5 | 25 |
|  | 2. | São José  | 6 | 5 | 0 | 1 | 292 | 59  | 233  | 4 | 24 |
|  | 3. | Guanabara | 6 | 2 | 0 | 4 | 58  | 343 | −285 | 1 | 9  |
|  | 4. | BH Rugby  | 6 | 0 | 0 | 6 | 35  | 379 | −344 | 0 | 0  |

### Gruppo B
|           | 1ª giornata             |         |
| --------- | ----------------------- | ------- |
| 21/7/2018 | Poli - Niterói          | 42-19   |
| 21/7/2018 | Pasteur - Band Saracens | 40 - 28 |

|           | 4ª giornata             |         |
| --------- | ----------------------- | ------- |
| 18/8/2018 | Band Saracens - Niterói | 36 - 22 |
| 18/8/2018 | Poli - Pasteur          | 45 - 15 |

|           | 2ª giornata          |         |
| --------- | -------------------- | ------- |
| 28/7/2018 | Niterói - Pasteur    | 22 - 28 |
| 28/7/2018 | Band Saracens - Poli | 15 - 67 |

|           | 5ª giornata          |         |
| --------- | -------------------- | ------- |
| 25/8/2018 | Poli - Band Saracens | 47 - 0  |
| 25/8/2018 | Pasteur - Niterói    | 62 - 10 |

|          | 3ª giornata            |         |
| -------- | ---------------------- | ------- |
| 4/8/2018 | Niterói -Band Saracens | 17 - 24 |
| 4/8/2018 | Pasteur - Poli         | 27 - 13 |

|          | 6ª giornata            |         |
| -------- | ---------------------- | ------- |
| 1/9/2018 | Band Saracens -Pasteur | 10 - 85 |
| 1/9/2018 | Niterói - Poli         | 5 - 55  |

Classifica
|  |    | Squadra       | G | V | N | P | PF  | PS  | P±   | B | Pt |
|  | -- | ------------- | - | - | - | - | --- | --- | ---- | - | -- |
|  | 1. | Poli Rugby    | 6 | 5 | 0 | 1 | 271 | 81  | 190  | 5 | 25 |
|  | 2. | Pasteur       | 6 | 5 | 0 | 1 | 267 | 128 | 139  | 5 | 25 |
|  | 3. | Band Saracens | 6 | 2 | 0 | 4 | 113 | 277 | −164 | 2 | 10 |
|  | 4. | Niterói       | 6 | 0 | 0 | 6 | 92  | 257 | −165 | 1 | 1  |

### Gruppo C
|           | 1ª giornata            |         |
| --------- | ---------------------- | ------- |
| 21/7/2018 | SPAC - Templários      | 34 - 0  |
| 21/7/2018 | Curitiba - Pé Vermelho | 38 - 15 |

|           | 4ª giornata              |         |
| --------- | ------------------------ | ------- |
| 18/8/2018 | Pé Vermelho - Templários | 75 - 15 |
| 18/8/2018 | SPAC - Curitiba          | 5 - 50  |

|           | 2ª giornata           |         |
| --------- | --------------------- | ------- |
| 28/7/2018 | Templários - Curitiba | 0 - 120 |
| 28/7/2018 | Pé Vermelho - SPAC    | 17 - 35 |

|           | 5ª giornata           |         |
| --------- | --------------------- | ------- |
| 25/8/2018 | SPAC - Pé Vermelho    | 42 - 12 |
| 25/8/2018 | Curitiba - Templários | 86 - 0  |

|          | 3ª giornata             |        |
| -------- | ----------------------- | ------ |
| 4/8/2018 | Templários -Pé Vermelho | 15 - 9 |
| 4/8/2018 | Curitiba - SPAC         | 31 - 5 |

|          | 6ª giornata           |         |
| -------- | --------------------- | ------- |
| 1/9/2018 | Pé Vermelho -Curitiba | 11 - 60 |
| 1/9/2018 | Templários - SPAC     | 24 - 30 |

Classifica
|  |    | Squadra     | G | V | N | P | PF  | PS  | P±   | B | Pt |
|  | -- | ----------- | - | - | - | - | --- | --- | ---- | - | -- |
|  | 1. | Curitiba    | 6 | 6 | 0 | 0 | 386 | 36  | 350  | 6 | 30 |
|  | 2. | SPAC        | 6 | 4 | 0 | 2 | 151 | 134 | 17   | 3 | 19 |
|  | 3. | Pé Vermelho | 6 | 1 | 0 | 5 | 139 | 206 | −67  | 2 | 6  |
|  | 4. | Templários  | 6 | 1 | 0 | 5 | 54  | 354 | −300 | 2 | 6  |

### Gruppo D
|           | 1ª giornata          |         |
| --------- | -------------------- | ------- |
| 21/7/2018 | Desterro - San Diego | 31 - 13 |
| 21/7/2018 | Farrapos - Charrua   | 55 - 20 |

|           | 4ª giornata         |         |
| --------- | ------------------- | ------- |
| 18/8/2018 | Charrua - San Diego | 40 - 15 |
| 18/8/2018 | Desterro - Farrapos | 20 - 38 |

|           | 2ª giornata          |         |
| --------- | -------------------- | ------- |
| 28/7/2018 | San Diego - Farrapos | 20 - 43 |
| 28/7/2018 | Charrua - Desterro   | 13 - 24 |

|           | 5ª giornata          |         |
| --------- | -------------------- | ------- |
| 25/8/2018 | Desterro - Charrua   | 24 - 24 |
| 25/8/2018 | Farrapos - San Diego | 78 - 19 |

|          | 3ª giornata         |         |
| -------- | ------------------- | ------- |
| 4/8/2018 | San Diego -Charrua  | 18 - 24 |
| 4/8/2018 | Farrapos - Desterro | 32 - 16 |

|          | 6ª giornata          |         |
| -------- | -------------------- | ------- |
| 1/9/2018 | Charrua -Farrapos    | 5 - 39  |
| 1/9/2018 | San Diego - Desterro | 12 - 64 |

Classifica
|  |    | Squadra   | G | V | N | P | PF  | PS  | P±   | B | Pt |
|  | -- | --------- | - | - | - | - | --- | --- | ---- | - | -- |
|  | 1. | Farrapos  | 6 | 6 | 0 | 0 | 285 | 102 | 183  | 6 | 30 |
|  | 2. | Desterro  | 6 | 3 | 1 | 2 | 179 | 132 | 47   | 4 | 18 |
|  | 3. | Charrua   | 6 | 2 | 1 | 3 | 126 | 173 | −47  | 2 | 12 |
|  | 4. | San Diego | 6 | 0 | 0 | 6 | 97  | 280 | −183 | 1 | 1  |

## Spareggio ammissione ai quarti
| San Paolo 15 settembre 2018 | SPAC | 13 – 15 | Charrua | Campo SPAC |

## Spareggio promozione/retrocessione
| Caxias do Sul 6 ottobre 2018 | Serra Gaúcha | 31 – 26 | San Diego | Campo Municipal Antônio Barroso Filho |

## Quarti di finale
| Squadra 1 | Totale  | Squadra 2  | Andata  | Ritorno |
| --------- | ------- | ---------- | ------- | ------- |
| Pasteur   | 42 - 44 | Jacareí    | 30 - 17 | 12 - 27 |
| Charrua   | 30- 96  | Farrapos   | 13 - 34 | 17 - 62 |
| Desterro  | 56 - 60 | Curitiba   | 42 - 21 | 14 - 39 |
| São José  | 47 - 68 | Poli Rugby | 30 - 29 | 17 - 39 |

### Andata
| San Paolo 22 settembre 2018 | Pasteur | 30 – 17 | Jacareí | Arena Paulista |

| Porto Alegre 22 settembre 2018 | Charrua | 13 – 24 | Farrapos | Hipica |

| Florianopolis 22 settembre 2018 | Desterro | 42 – 21 | Curitiba | UFSC Tapera |

| São José dos Campos 22 settembre 2018 | São José | 30 – 29 | Poli Rugby | CT Ange Gumera |

### Ritorno
| Bento Gonçalves 29 settembre 2018 | Farrapos | 62 – 17 | Charrua | Estadio da Montanha |

| Curitiba 29 settembre 2018 | Curitiba | 39 – 14 | Desterro | Parana Esporte |

| Jacareí 29 settembre 2018 | Jacareí | 27 – 12 | Pasteur | Campo do Balneario |

| San Paolo 29 settembre 2018 | Poli Rugby | 29 – 17 | São José | CEPEUSP |

## Semifinali
| Bento Gonçalves 6 ottobre 2018 | Farrapos | 18 – 17 | Jacareí | Estadio da Montanha |

| Curitiba 6 ottobre 2018 | Curitiba | 15 – 25 | Poli Rugby | Parana Esporte |

## Finale
| Bento Gonçalves 13 ottobre 2018 | Farrapos | 25 – 30 | Poli Rugby | Estadio da Montanha |